# Красный Холм (Московская область)
Красный Холм — деревня в Клинском районе Московской области, в составе Нудольского сельского поселения. Население — 8 чел. (2010). До 2006 года Красный Холм входил в состав Малеевского сельского округа.
Деревня расположена в южной части района, у границы с Солнечногорским районом, примерно в 16 км к югу от райцентра Клин, на правом берегу реки Катыш (правый приток Истры), высота центра над уровнем моря 201 м. Ближайшие населённые пункты — Поповка на противоположном берегу реки, Лазарево на севере и Сырково Солнечногорского района на юге.

## Население
| 2002 | 2006 | 2010 |
| ---- | ---- | ---- |
| 0    | →0   | ↗8   |